# II. legija Parthica
Druga partska legija (latinsko: Legio secunda Parthica), rimska legija, ki jo je leta 197 ustanovil cesar Septimij Sever za svoj vojni pohod proti Partskemu cesarstvu, po katerem je dobila ime. Legija je bila aktivna še na začetku 5. stoletja. Njena simbola sta bila bik in kentaver.

## Partski pohod in Castra Albana (197-4. stoletje)
II. partska legija je bila skupaj s sestrskima I. in III. partsko legijo zbrana za pohod v Partsko cesarstvo. Pohod je bil uspešen. Legije so zavzele  partsko prestolnico Ktezifon  in jo izropale. II. legija se je po pohodu vrnila v Italijo v Castro Alban, sedanji Albano Laziale, in bila zato poznana tudi kot albanska legija. Bila je prva legija, ki je bila v zadnjih dveh stoletjih nastanjena v Italiji. Služila je kot vojaška rezerva za morebitna posredovanja v kritičnih delih cesarstva in kot varovalka pred mogočimi notranjimi upori, saj so imeli cesarji v 3. stoletju pogosto težave z uzurpatorji.
Legija je v letih 208–211 kljub temu sodelovala v severskih pohodih na Britanijo, leta 213 pa v Karakalovem  pohodu proti germanskemu plemenu Alemanov.  Iz Germanije je ponovno odšla v Partijo, kjer je njen poveljnik Makrin sodeloval v Karakalovem umoru leta 217. Naslednje leto je bila legija nastanjena v Apamei v Siriji. Odrekla je podporo Makrinu  in prestopila na Elagabalovo stran. Podprla je njegov  vzpon na rimski prestol in v bitki pri Antiohiji porazila Makrina. Novi cesar je zato legijo nagradil z naslovom  Pia Fidelis Felix Aeterna.
Leta 231 se je pod poveljstvom Aleksandra Severa vojskovala proti Sasanidom in se s cesarjem vrnila v Germanijo. Ko so Aleksandra leta 235 umorili, je bila nastanjena v Moguntiacu, sedanjem Mainzu v Nemčiji.  V naslednjem boju za oblast se je II. partska postavila na stran Maksimina Tračana. Ko je Leta 238 rimski senat Maksimina razglasil za nezaželeno osebo in za cesarja imenoval Gordijana III., je Maksimin vkorakal v Rim, da bi izboril svoje pravice in seboj povedel tudi II. partsko legijo. Dogodki, ki so sledili, so dober primer politične moči legij v 3. stoletju: ko je II. partska legija pretehtala možnosti svojega poveljnika za uspeh in ugotovila, da nima nobenih možnosti, je Maksimina ubila še preden je lahko posegel v dogajanja v rimskem senatu. Za nagrado so ji oprostili podporo državnemu sovražniku in ji dovolili vrnitev v tabor v albanske hribe.
V naslednjih desetletjih je legija služila kot okrepitev v več provincah znotraj cesarstva in orodje v stalnih bitkah za rimski prestol. Cesar Galien jo je za njene usluge nagradil z nazivoma V Fidelis V Pia in VI Fidelis VI Pia. Kje je bila legija v tistem času, ni znano.
Iz drugih dejstev bi se dalo sklepati, da jo je Valerijan v poznih 250. letih nameraval povesti s seboj na vzhod. Če je bilo to res, je očitno preživela Valerijanov katastrofalen poraz v bitki s perzijskim kraljem Šapurjem I. pri Edesi leta 260 in se izognila kasnejšim pastem med Makrijanovim uporom in Zenobijino razglasitvijo neodvistosti Palmirskega cesarstva.
Legija se je morda vrnila v Evropo kot del Makrijanove armade in ji je Galijen po Makrijanovem porazu odpustil prejšnjo podporo uzurpatorju. O usodi II. partske legije v tem obdobju ni, na žalost, nobenega podatka.

## Mezopotamija
Na začetku 4. stoletja je II. partska legija zapustila Italijo.  Malo pred velikim rimskim porazom v bitki s Perzijci  pri Singari sredi 4. stoletja je bila na meji na Tigrisu.
Leta 360 je sasanidski kralj Šapur II. napadel in zavzel utrjeno rimsko mesto Bezabde, sedanji Cizre v Turčiji, ki ga sta ga branili II. partska, II. armenska in II. legija Flavia Virtutis.
Notitia Dignitatum omenja, da je bila II. partska legija okoli leta 400 v Cefi, Turčija, pod poveljstvom duksa Mezopotamije.

## Sklic
1. ↑  Amijan Marcelin, Res Gestae, xx 7.
2. ↑  Noitia Dignitatum in partibus orientis, xxxvi.